# S26 (Berlijn)
De S26 is een lijn van de S-Bahn van Berlijn. De lijn verbindt Teltow in de deelstaat Brandenburg met Waidmannslust in het Berlijnse district Reinickendorf. De lijn loopt via onder andere de stations Südkreuz, Friedrichstraße, Gesundbrunnen en Bornholmer Straße. De lijn, die vrijwel een gelijke route heeft met de S2 en S25, telt 23 stations en heeft een lengte van 30,4 kilometer; de reistijd over de gehele lijn bedraagt 51 minuten. De lijn wordt uitgevoerd door de S-Bahn Berlin GmbH, een dochteronderneming van de Deutsche Bahn.
De spoorverbinding maakt van zuid tot noord gebruik van het traject van de spoorlijn tussen Lichterfelde Süd en Teltow Stadt, de Noord-zuidtunnel, een korte sectie van de spoorlijn Berlijn - Szczecin en een deel van de spoorlijn Berlijn - Stralsund.